# Shinshū Maru
Die Shinshū Maru (japanisch 神州丸) war ein Landungsbootträger des Kaiserlich Japanischen Heeres, das im Zweiten Weltkrieg zum Einsatz kam.

## Geschichte

### Entwicklungsgeschichte
Die Führungsstäbe der Kaiserlich Japanischen Streitkräfte führten zum Ende des Ersten Weltkrieges eine Neubewertung ihrer Kriegspläne, die im Yohei koryo und seiner Ergänzung dem Teikoku Kokubo Hoshin verankert waren, durch. In der 1918er Version des Yohei koryo wurde eine Landung auf Luzon als Teil eines Planes gegen die Vereinigten Staaten von Amerika betont, die 1923 um eine Landung auf der Insel Guam erweitert wurde. Nachdem der Generalstab des Heeres die Schlacht von Gallipoli studiert hatte, kamen sie zu dem Schluss, dass sie sich bei der Organisation von amphibischen Landungen nicht mehr ausschließlich auf die Marine verlassen könne. Daher, und noch ohne sich Gedanken über die Bedrohung durch Flugzeuge und U-Boote zu machen, glaubten die Verantwortlichen Offiziere, dass sie innerhalb kürzerer Zeit und kampfbereit an Land kommen müssten. Da das Szenario vergangener Operationen, bei dem leichtbewaffnete Infanterie einen unverteidigten Strand einnimmt, gefolgt durch die relativ langsame Ausschiffung des Weiteren Materials und anschließende Organisation der Truppen für einen Feldzug, den Realitäten des modernen Krieges nicht mehr gerecht würde. Das Kaiserlich Japanische Heer hatte bereits eine institutionelle Basis auf der sie eine amphibische Kriegsführung aufbauen konnten. Die Marine war daher nicht in der Lage die Pläne des Heeres in diesem Bereich zu stoppen und leistete daher Unterstützung, als das Heer in den 1920er Jahren begann entsprechende Truppen aufzubauen.
Die Heeres-Transportabteilung die in Ujina bei Hiroshima angesiedelt war, versorgte die Landstreitkräfte mit allen Land- und Seetransportdiensten, die es benötigte. Die Abteilung verfügte über ein Büro für Seetransporte mit einer eigenen Flotte von Schiffen und unterhielt gute Beziehungen zur japanischen Schifffahrtsindustrie. Des Weiteren hatte sie die finanziellen Mittel als auch die Aufsichtsbefugnisse, um Forschung und Entwicklung für amphibische Operationen ohne Einmischung der Marine durchzuführen, insbesondere bei der Konstruktion von Landungsbooten, obwohl in der Praxis die beiden Teilstreitkräfte eng zusammenarbeiteten. Die Doktrin für die amphibische Kriegsführung, die dabei maßgeblich durch das Heer entwickelt und im harten Praxisalltag, unter Verlust von Menschen und Material, entwickelt wurde. Zeigte bis 1932, das beide Teilstreitkräfte über eine gute Einschätzung der grundlegende Anforderungen für eine erfolgreiche Landung an einer feindlichen Küste verfügten, aber nach dem Shanghai-Zwischenfall (Erste Schlacht um Shanghai) plante das Heer, für zukünftige Operationen nur noch ihre eigenen Transportschiffe und Landungsboote zu verwenden, da die Truppen der Marine in diese Schlacht ohne ausreichend Munition und schwere Waffen gegangen waren.
Daraufhin wurde ein Schiff entwickelt, das folgende Punkte erfüllen sollte:
- ein Deck im Schiffsinneren für eine größere Anzahl von Landungsbooten die über das Heck sicher und schnell zu Wasser gelassen werden können,
- Einrichtungen zur Aufnahme von Luftfahrzeugen zur Unterstützung von Landungstruppen.

Das daraus entwickelte Seefahrzeug war das erste Landungstransportschiff der Welt, das als solches konzipiert wurde und ist damit der Vorfahr der Amphibischen Angriffsschiffe wie sie die amerikanische Marine nutzt.

### Bau
Der Bauauftrag für das R1 (Rikugan 1) genannte Schiff, die spätere Shinshū Maru, wurde an Ishikawajima-Harima vergeben. Diese legte den Rumpf am 8. April 1933 auf ihrer Werft (Harima Zōsen) im heutigen Aioi auf Kiel und das zu Wasser lassen, mit Taufe, erfolgte am 15. März 1934 und die offizielle Indienststellung am 15. Dezember 1934.

### Einsatzgeschichte

#### Zweiter Japanisch-Chinesischer Krieg

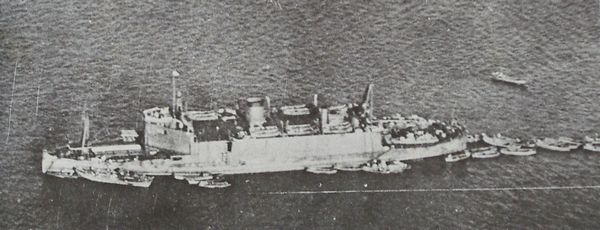
Die Shinshū Maru am 12. Oktober 1938 in der Bias Bay.

Im Januar 1935 verlegte das Schiff in die Marinewerft Kure, wo es mit einem Flugzeugkatapult ausgestattet wurde. Nach Abschluss der Erprobungen dieses Katapults am 28. Februar galt das Schiff als Einsatzbereit. Anschließend wurden weitere Erprobungen und Übungen durchgeführt, welche auch mit Werftaufhalten verbunden waren, bis es am 7. Juli 1937 zum Zwischenfall an der Marco-Polo-Brücke kam, welcher als Beginn des Zweiten Japanisch-Chinesischen Krieges gilt. Zu diesem Zeitpunkt befand sich die Shinshū Maru für Überholungsarbeiten in der Marinewerft Maizuru. Nach Abbruch dieser Arbeiten und unter Verwendung zusätzlichen Personal wurde das Schiff einsatzbereit gemacht, sodass es am 17. Juli nach Ujina verlegt werden konnte. Von dort transportierte sie am 10. August die 10. Division, zusammen mit vier anderen Schiffen, nach China. Wobei sie zu diesem Zeitpunkt zur Verschleierung die Bezeichnung MT führte. Der Verband traf drei Tage vor Taegu ein, woraufhin die Truppen angelandet wurden, was ohne Probleme passierte da das Gebiet bereits durch japanische Truppen gesichert war. Danach Rückkehr nach Japan, worauf hin sie noch an zwei weiteren Landungen beteiligt ist. Einmal die Anlandung der 10. Armee vom 5. bis 12. November 1937 südlich von Shanghai in Jinshanwei (Hangzhou-Bucht) und vom 12. bis 21. Oktober 1938 bei der Operation „Canton“ (Anlandung der 21. Armee nordöstlich von Hongkong in der Bias-Bucht).

#### Pazifikkrieg
Vier Tage nach dem japanischen Angriff auf Pearl Harbor am 7. Dezember 1941, verlässt die Shinshū Maru (unter der Bezeichnung Ryūjō Maru) den Hafen von Humen im japanisch kontrollierten Teil Chinas und verlegt nach Cap Saint-Jacques im südlichen Vietnam. Nach zwei Tagen läuft das Schiff am 19. Dezember aus und erreicht am 25. Dezember, kurz vor Mitternacht, Singora in Thailand, wo der Stab der 25. Armee angelandet wird. Am Folgetag Verlegung nach Kota Bharu in Malaya, wo sie bis zum 30. Dezember bleibt, dann nach Formosa ausläuft wo sie bis zum 22. Januar bleibt und dann in die Bucht von Cam Ranh verlegt.

Karte der Sunda-Straße

Am 18. Februar verlässt die Shinshu Maru als Teil eines Konvois von 56 Transportschiffen die Bucht von Cam Ranh, dieser Konvoi transportiert die Truppen der Westgruppe für die Operation „J“ (Invasion von Java). Auf ihr selbst wurde dafür der Stab der 16. Armee und deren Kommandeur Generalleutnant Imamura Hitoshi eingeschifft. In Folge der geplanten Invasion Javas kam es am 27./28. Februar 1942 zur Schlacht in der Javasee. Bei dieser wurde ein Großteil der ABDA-Flotte vernichtet, welche eine Gefahr für die Invasion Javas darstellte. Bei dieser Operation hatte die Shinshū Maru und 26 weitere Transportschiffe den Auftrag die 2. Division in den Morgenstunden des 1. März in der Bantam Bay anzulanden, während sechs andere Schiffe Truppen in Merak anlanden sollten. Zur Sicherung waren nördlich und westlich der Landungsgebiete drei Kreuzer sowie sieben Zerstörer und im Osten zur Aufklärung ein weiterer Zerstörer eingesetzt. Als direkte Sicherung befanden sich zwei Zerstörer und eine Minensuchboot-Division in der Bucht. Um etwa 22:15 Uhr trafen zwei Kreuzer der Alliierten, welche sich aus Tanjung Priok (Batavia, dem heutigen Jakarta) in von eigenen Truppen kontrollierte Gewässer zurückziehen wollen, auf die Sicherung des Landungsverbands und griffen diese notgedrungen an (Schlacht in der Sundastraße). Während dieses Gefechtes wird durch den japanischen Kreuzer Mogami um ca. 23:27 eine Salve von sechs Torpedos auf den amerikanischen Kreuzer Housten abgefeuert, die diesen aber ausweichen kann. Die Torpedos laufen daraufhin in die Bantam Bay, wo sie alle ein Ziel finden. Dies sind neben dem Minensuchboot Sōkaitei Nr.2 weitere vier Transportschiffe einschließlich der Shinshū Maru, die im seichten Wasser sinkt.
Da das Schiff aber als wertvoll betrachtet wurde, wurde am 19. März der Heeres-Schlepper Seiha Maru aus Singapur entsandt, um es soweit wieder schwimmfähig zu machen. Dies konnte bis zum 23. September durchgeführt werden. Anschließend wurde es in einen Hafen auf Java geschleppt und von dort zu abschließenden Instandsetzung am 21. Dezember nach Singapur. Dort wurde es von der 101. Schiffsreperatureinheit von Ende Dezember 1942 bis Mai 1943 in der Seletar Naval Base instand gesetzt.

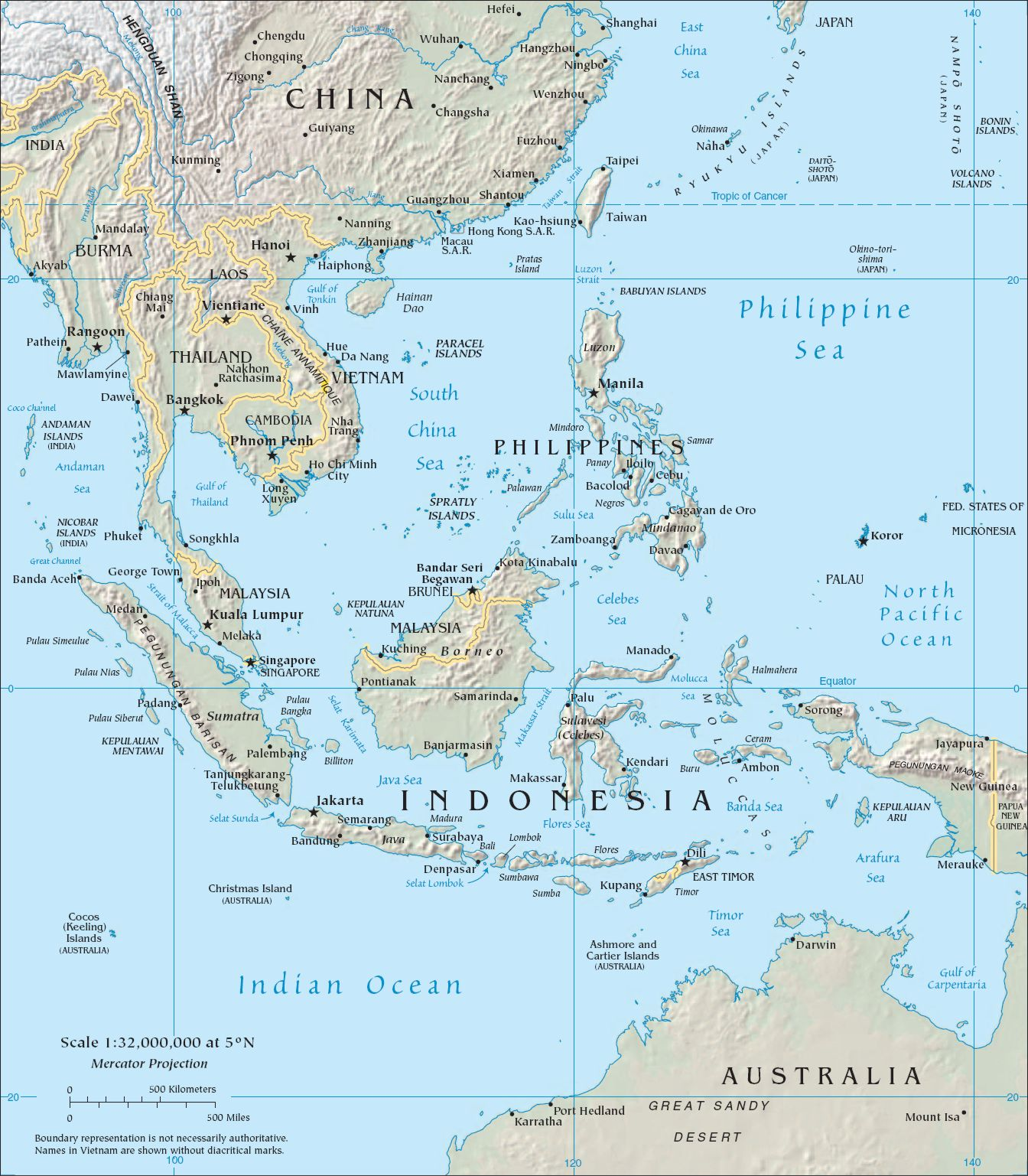
Kartographie Südostasien, Teile Japan sind am oberen Bildrand rechts zu sehen.

Anschließend führte sie in den folgenden Monaten Transporte zur Versorgung der japanischen Truppen durch, öfters im Rahmen der Hi-Geleitzüge.
Für einen dieser Geleitzüge (Hi-65) mit 7.500 Soldaten verlässt das Schiff am 29. Mai 1944 um 6 Uhr den Hafen von Moji, das heutige Kitakyūshū. Der Transport besteht zu diesem Zeitpunkt neben der Shinshū Maru aus vier Frachtschiffen und fünf Tankern sowie als Sicherung den Geleitflugzeugträgern Kaiyō und Shin’yō, dem Kreuzer Kashii, drei Kaibōkan und zwei U-Jagdbooten. Des Weiteren läuft später ein Minenleger aus Moji aus, holt den Konvoi ein und schließt sich der Sicherung an. Am 2. Juni wird der Konvoi in der Bashistraße durch die amerikanischen U-Boote USS Guitarro und USS Picuda angegriffen. Die USS Guitarro kann dabei den Kaibōkan Awaji in der Nähe von Yashop Island torpedieren und versenken. Die USS Picuda kann zwei Torpedos abfeuern, die in der Nähe des Frachtschiffes Arimasan Maru vorzeitig explodieren und auf ihr leichte Schäden verursachen. Aber durch die entstandene Verwirrung kommt es zur Kollision des Hecks der Shinshū Maru mit dem Bug der Arimasan Maru, als diese versucht dem Flottentanker Shiretoko auszuweichen. Durch diese Kollision werden zwölf auf dem Heck der Shinshū Maru in Bereitschaft liegende Wasserbomben zur Explosion gebracht, diese zerreißen das Heck der Shinshū Maru und töten auf ihr 255 und auf der Arimasan Maru weitere 25 Personen. Anschließend wird die nicht steuerbare Shinshū Maru durch den Kreuzer Kashii in Schlepp genommen und nimmt mit der leicht beschädigten Arimasan Maru kurs auf den Hafen von Kiirun. Dort treffen die drei Schiffe am 3. Juni ein und die eingeschifften Truppen gehen von Bord, um mit anderen Transportern auf die Philippinen zu verlegen. Anschließend werden bis zum 29. Juli soweit nötige Arbeiten durchgeführt damit das Schiff für die Instandsetzung in eine Werft nach Japan verlegen kann. Diese werden vom 4. August bis 23. September in Ujina (Präfektur Hiroshima) durchgeführt und anschließend pendelt die Shinshū Maru bis zum 8. November zwischen Ujina und Busan in Korea.
Am 14. November 1944 verlässt die Shinshū Maru die Bucht von Imari als Teil des Geleitzuges Hi-81 nach Singapur zusammen mit den drei Heeres-Transportern, einem Seeflugzeugtender, fünf Tankern und gesichert durch den Geleitflugzeugträger Shin’yō, einem Zerstörer und sieben Kaibōkan. Sie transportiert dabei 6.400 Mann der 23. Division, 100 Sprengboote für die Philippinen und über 306 weitere Soldaten als Ersatz bzw. Verstärkungen für andere Einheiten.
Am folgenden Tag, der Verband hatte über Nacht bei den Gotō-Inseln geankert, wird um 11:56 der Transporter Akitsu Maru durch die USS Queenfish angriffen und versenkt. Die Flugzeuge der Shin’yō versuchten derweil vergeblich das amerikanische U-Boot zu finden während die Shinshū Maru Wasserbomben wirft. Zwei Tage später wird um 18:15 der Transporter Mayasan Maru durch das U-Boot USS Picuda torpediert und versenkt, wobei 3.482 Mann getötet werden, und um 23:09 der Geleitträger Shin’yō durch die USS Spadefish versenkt. Am 19. November übernimmt die Shinshū Maru, nachdem man am Nachmittag des Vortages bei Shanghai eingetroffen ist Überlebende der beiden Transporter. Zwei Tage später verlässt der Geleitzug seinen Liegeplatz und läuft in Richtung der Pescadores aus, wobei am 24. November gegen Mittag östlich der Pescadores die Shinshū Maru und vier andere Schiffe, inklusive zwei Sicherungsfahrzeugen, planmäßig aus dem Geleit herausgelöst werden und Takao anlaufen, was am 26. November erreicht wird.
Vier Tage später, am 30. November 1944 um 21:04 verlässt die Shinshū Maru im Geleitzug TAMA-33 den Hafen von Takao in Richtung Manila, wo sie am 2. Dezember nach 22 Uhr eintreffen. Von dort läuft der Verband, jetzt als Geleitzug MAMO-61, zurück nach Takeo, wo er am 7. Dezember um 10 Uhr einläuft. Von dort Verlegung am 8. Dezember über Mako nach Moji am 15. Dezember.
Am 19. Dezember 1944 um 13:30 verlässt die Shinshū Maru, zusammen mit drei weiteren Schiffen als Geleitzug MOTA-38 und dem Geleitzug Hi-85 (2 Tanker, 1 Kreuzer und 5 Kaibōkan) Moji. Die Shinshū Maru und die anderen Schiffe ihres Konvois haben dabei die 19. Division an Bord, welche von der Kwantung-Armee zur Verstärkung auf die Philippinen verlegt wird. Am 25. Dezember wird Takeo erreicht und am 29. Dezember nun als Geleitzug TAMA-38 die Bucht von Manila. Dort wird der Verband in den Morgenstunden des Folgetags durch amerikanischer B-24 Bomber der United States Army Air Forces angegriffen, die den Transporter Aobasan Maru versenken können.

### Untergang
Um 15:45 des 1. Januar 1945 verließ die Shinshū Maru im Rahmen des Konvois MATA-40 (Manila-Takao 40) zusammen mit den Truppentransportern Kibitsu Maru und Hyūga Maru, gesichert durch vier Kaibōkan (Kanju, Miyake, Nōmi, Kaibōkan Nr.112) und zwei andere Kriegsschiffe die Bucht von Manila. Eingeschifft waren verschiedene Heereseinheiten, welche teilweise zur Auffrischung in japanisches Kernterritorium zurückkehren sollten. Am Folgetag wird der Verband durch das amerikanische U-Boot Aspro, unter dem Kommando von Commander Harry Clinton Stevenson, südlich der Insel Formosa entdeckt. Von diesem werden zehn Torpedos abgefeuert, wovon drei die Shinshū Maru treffen, aber nicht versenken. Am nächsten Tag dem 3. Januar wird der Konvoi, um 11:05 japanischer Zeit etwa 47 Seemeilen von Takao in der südlichen Formosastraße, von 50 Trägerflugzeugen der Task Force 38.5 angegriffen. Diese können der Shinshū Maru fünf Bombentreffer beibringen, was ein Feuer auslöste und beschädigen die anderen beiden Transporter teils schwer. Um 11:35 wird das Schiff auf Grund der erlittenen Schäden aufgegeben und die Überlebenden steigen auf die Sicherungsfahrzeuge um und werden nach Takao gebracht. Das brennende Wrack der Shinshū Maru sinkt im Laufe des Abends, insgesamt sind 382 Mann der Besatzung und Passagiere im Zusammenhang des Untergangs getötet worden.

## Name
Das Schiff dessen offizieller Name Shinshū Maru lautete hatte im Laufe seiner Karriere einige Bezeichnungen, dies waren neben der Projektbezeichnung während des Baus R1 (Rikugun 1), auch GL ein Akronym für eine englische Übersetzung von Shinshū (God Land) oder auch MT die Initialen der Generalleutnante Matsuda und Tajiri. Des Weiteren wurde in den Anfangsjahren des Pazifikkrieges die Shinshū Maru zusammen mit einem zivilen Frachtschiff gleichen Namens eingesetzt, weshalb man sie auch als Ryūjō Maru ansprach.

## Technische Beschreibung

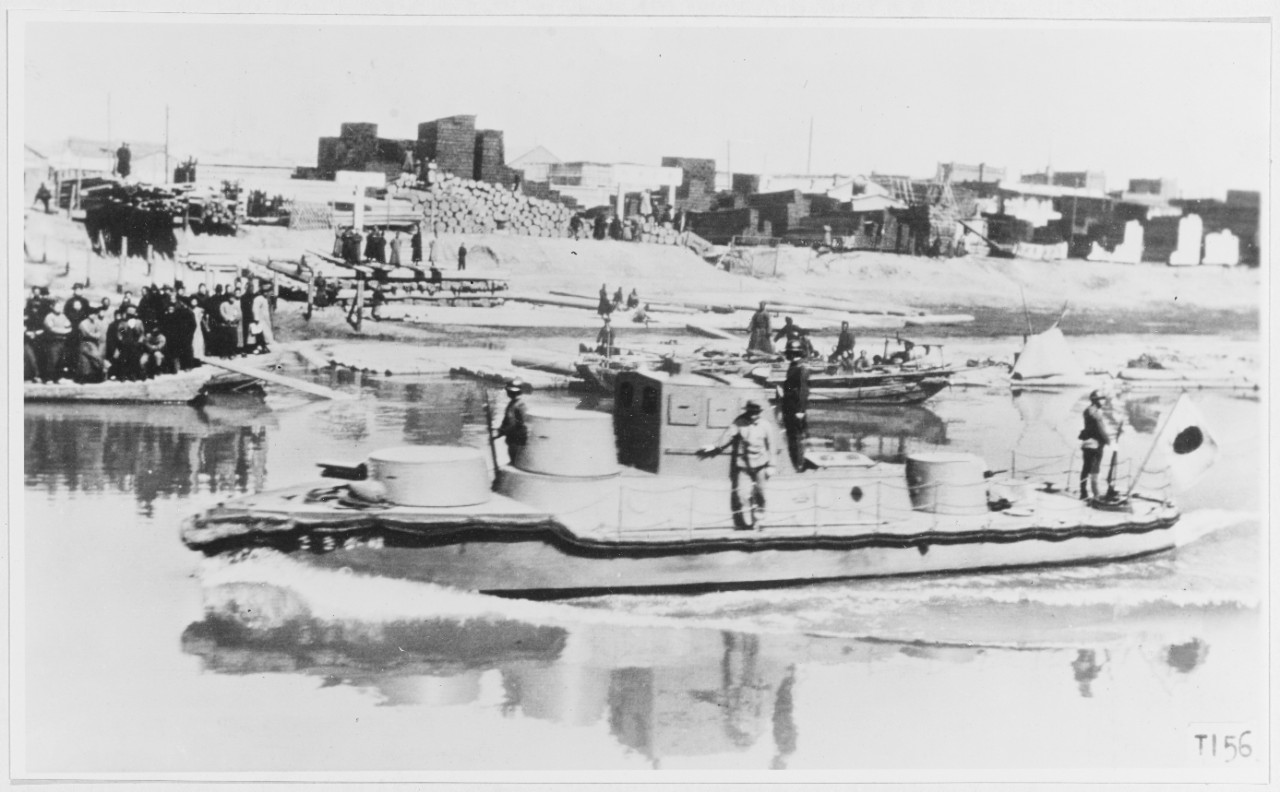
Gepanzertes Boot Typ Soukoutei

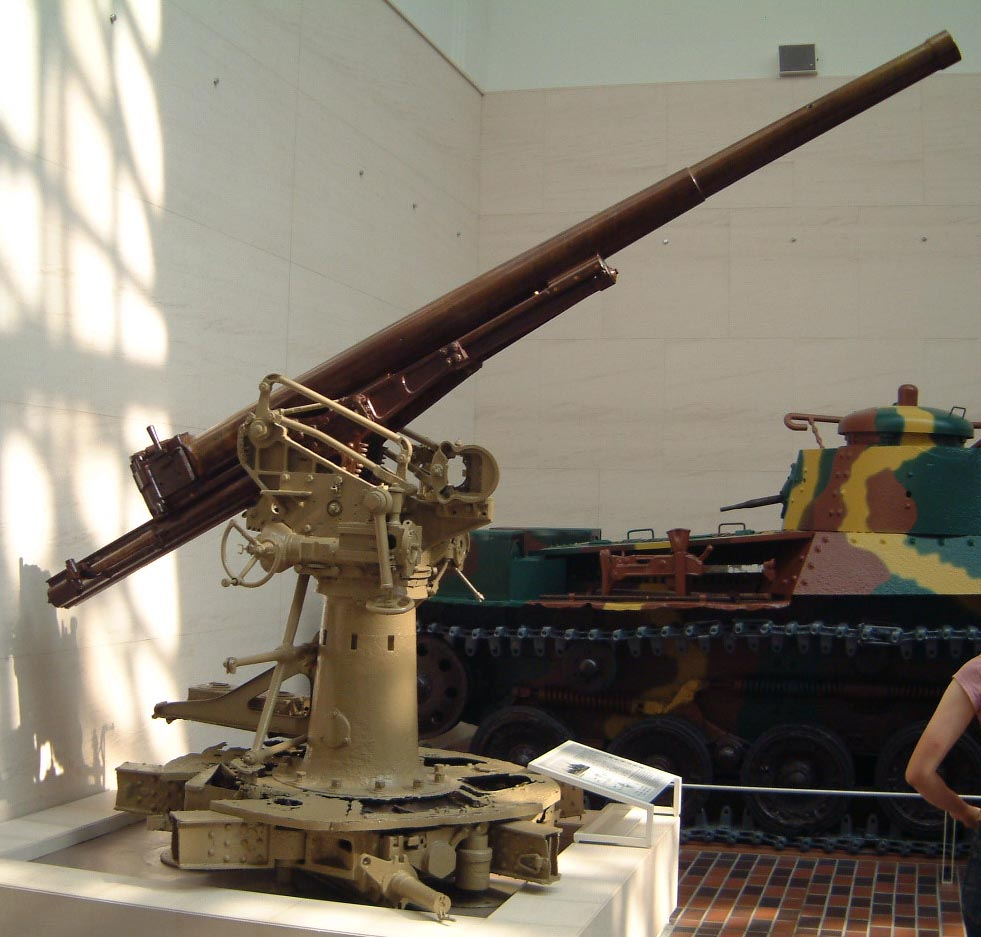
7,5-cm-Geschütz Typ 88, ausgestellt im Museum des Yasukuni-Schreins.

### Rumpf
Der Rumpf der Shinshū Maru, unterteilt in wasserdichte Abteilungen, war über alles 156 Meter lang, 22 Meter breit und hatte bei einer Einsatzverdrängung von 12.193 Tonnen einen Tiefgang von 8,2 Metern.

#### Frachtkapazität
An Material für Landungen konnten mitgeführt werden: vier gepanzerte Boote (Typ Soukoutei), neunundzwanzig 14-m-Landungsboote (Typ Daihatsu) und fünfundzwanzig 10-m-Landungsboote (Typ Shohatsu). Des Weiteren konnten bis zu 2200 Soldaten eingeschifft werden.

### Antrieb
Der Antrieb erfolgte durch zwei ölbefeuerte Dampfkessel und einen Getriebeturbinensatz mit dem eine Leistung von 8000 PS (5884 kW) erreicht wurde. Dieser gab seine Leistung auf eine Welle mit einer Schraube ab und die Höchstgeschwindigkeit betrug 19 Knoten (35 km/h).

### Bewaffnung

#### Artillerie
Die flugabwehrfägige Artilleriebewaffnung bestand bei Indienststellung aus fünf 7,5-cm-Geschützen Typ 88. Im Verlauf ihrer Dienstzeit erhöhte sich diese Anzahl auf acht Geschütze und weitere vier 2-cm-Maschinenkanonen des Typ 98.
Die 7,5-cm-Geschütze hatten eine maximale Reichweite betrug etwa 9,1 Kilometer und die um 360° drehbar Lafette hatte einen Höhenrichtbereich von −0° bis +85°.
Die 2-cm-Maschinenkanonen verschossen im Einsatz rund 300 Schuss pro Minute, die effektive Reichweite lag bei etwa 3,5 Kilometern bei 85° Rohrerhöhung. Die Lafette war um 360° drehbar und hatte einen Höhenrichtbereich von −5° bis +85°.

#### U-Jagdausrüstung
Zur U-Jagd bzw. U-Boot-Abwehr waren während des Pazifikkrieges Ablaufschienen oder Werfer zum Einsatz von Wasserbomben vorhanden.

### Sensoren
Zur Suche nach U-Booten war ein Echoortungssystem des Typs 93 und einem Hydrophon-Set vom Typ 93 eingerüstet. Dieses Hydrophon-Set bestand aus zwei Gruppen zu je acht Sensoren, eine Gruppe auf jeder Schiffsseite.

## Besatzung
Die Besatzung hatte eine Stärke von 220 Mann.